# آن ديسغاردين
آن ديسغاردين هي طباخة كندية، ولدت في 1951 في مونتريال في كندا.